# Chrysis ignita
Chrysis ignita es una especie de avispa cuco del género Chrysis, familia Chrysididae. Pertenece a un grupo de especies difíciles de distinguir, a las que se les puede llamar avispas de cola rubí.
Las avispas cuco son parasitoides y cleptoparásitas, que ponen sus huevos en los nidos de otras especies, donde sus crías consumen las larvas de sus huéspedes. Presentan diversas adaptaciones que han evolucionado para prepararlas para su ciclo vital. Tienen cuerpos metálicos acorazados y pueden enrollarse para protegerse al infiltrarse en los nidos de sus huéspedes. Sin embargo, a diferencia de la mayoría de las avispas aculeadas, las avispas cuco no pican.

Se cree que los huéspedes de Chrysis ignita son avispas alfareras como Ancistrocerus parietum. Chrysis ignita se encuentra en todo el Paleártico, excluyendo África, desde Europa occidental hasta China y Japón.

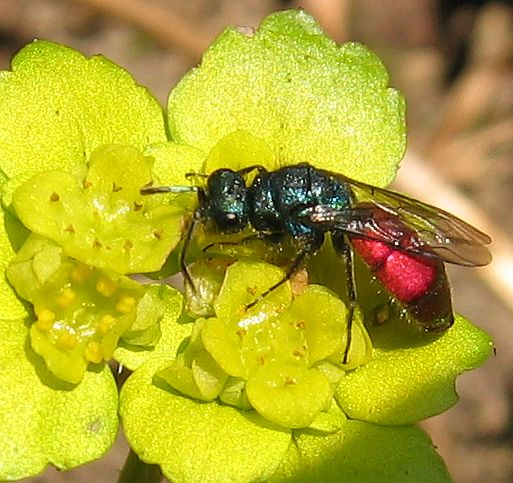

## Taxonomía y filogenia
Chrysis ignita es una avispa crisídida con un exoesqueleto metálico colorido típico; el aguijón es de tamaño reducido y lo utiliza como ovipositor.

## Descripción e identificación
Las crisídidas se diferencian de otras avispas aculeas (himenópteros urticantes) por la reducción del número de segmentos corporales externos, la presencia de 11 artículos antenales y venas alares que encierran 5 celdas. Chrysis ignita es la más conocida de un grupo de avispas de cola rubí muy similares. La cabeza y el tórax varían de un verde brillante a un azul, a veces con capas de un brillo dorado. El abdomen, de un color rubí intenso, es su característica más distintiva. La escultura del exoesqueleto parece texturizada, como una pelota de golf, con hoyuelos, proyecciones, crestas y agujeros de tamaño micrométrico a milimétrico.

## Distribución y hábitat
Chrysis ignita se puede encontrar en Gran Bretaña e Irlanda, en Europa continental y, a través de Rusia, hasta China y Japón en el borde oriental del Paleártico. Sus hábitats se superponen con los de sus huéspedes, por lo que se puede encontrar cerca de muros, canteras, caras de acantilados desnudos y alrededor de madera muerta en lugares soleados. Dado que los crisídidos son avispas solitarias cuyas vidas están vinculadas y dependen de sus huéspedes, viven en microhábitats estrictos. Estos microhábitats pueden categorizarse además como lugares de descanso y de actividad parasitaria. Los entornos en los que se encuentran facilitan su identificación y a menudo se caracterizan por flores, suelo árido y arenoso, madera vieja expuesta a la luz solar, guijarros y plantas infestadas de pulgones.

## Historia de vida

### Infiltración y deposición de huevos
Los crisídidos son parasitoides, lo que significa que su actividad parasitaria, en la mayoría de los casos, mata a sus huéspedes. Algunas especies también son cleptoparásitas, lo que significa que utilizan los suministros de alimento de su huésped como recursos para su sustento. Chrysis ignita es tanto un parásito como un cleptoparásito. La avispa hembra posee un ovipositor largo y telescópico, que evolucionó a partir de la reducción del aparato urticante aculeado. Utiliza este apéndice para depositar sus huevos dentro del nido de la avispa huésped. La avispa de cola rubí hembra se esconde cerca, esperando a un huésped ideal. Busca avispas que estén cavando madrigueras, arrastrando presas o trayendo alimento a sus nidos. Luego observa el nido hasta que el huésped se va o se sube a la presa para colarse.

### Parasitismo
Hay dos estrategias básicas para parasitar al huésped. En la primera estrategia, la avispa cuco se come el huevo huésped o la larva joven huésped tan pronto como eclosiona y pasa a comer los recursos alimenticios en el nido (cleptoparasitismo). En la segunda estrategia, la avispa cuco espera a que la larva huésped alcance su etapa prepupal y la mata después de limpiar el nido de fuentes de alimento. Cada estrategia tiene sus ventajas. La segunda estrategia se utiliza generalmente cuando la especie huésped es recolectora de néctar y polen, abasteciendo sus nidos con fuentes de alimento que contienen nutrientes que la avispa cuco no puede sintetizar por sí misma. Si la avispa huésped puede acumular suficiente alimento para sustentar tanto a su descendencia como a la larva cuco, la larva cuco puede consumir solo ese alimento, dejando a la larva huésped.

## Morfología

### Cabeza
Además de su coloración llamativa, las avispas cuco suelen tener ojos grandes, saltones y bien desarrollados. La cabeza suele ser plana o ligeramente convexa en la parte posterior, sin protuberancias ni surcos distintivos. En todas las avispas cucú, la sutura occipital, o el surco en la parte posterior de la cabeza, es reducida en comparación con otras familias de avispas. La mayor parte de las caras laterales de la cabeza están ocupadas por grandes ojos compuestos.

### Rostro
La parte frontal de la cabeza los distingue de otros himenópteros. Las antenas se insertan en la parte baja de la cara, en el margen dorsal del clípeo. Generalmente, el clípeo es corto y ancho, truncándose en el ápice. El margen dorsal rodea y encierra parcialmente las cuencas antenales. Los crisídidos tienen mandíbulas simples, generalmente con uno o dos dientes subapicales.

### Abdomen
El número de segmentos visibles de los crisídidos varía entre las subfamilias. Chrysis ignita presenta tres abdómenes segmentados en ambos sexos, lo que dificulta la determinación del sexo. La morfología de la anatomía abdominal se traduce en una función defensiva para la avispa. Los segmentos visibles están muy esclerotizados y débilmente intermusculados. Los segmentos abdominales I a IV poseen espiráculos, a través de los cuales la avispa respira. El aguijón del crisídido es esencialmente no funcional, habiéndose reducido a un ovipositor en las hembras y a un tubo genital en los machos.

### Coloración
Chrysis ignita es generalmente coloreada y adquiere su brillo metálico iridiscente mediante la interferencia de la luz, por lo que varía con el ángulo de observación. La coloración es más evidente en el cuerpo de la avispa y se reduce a manchas y rayas en las patas, mandíbulas, antenas y tergitos abdominales. La identificación de las especies de Chrysis a partir del color puede ser difícil debido a la naturaleza efímera de su coloración. Los productos químicos utilizados para matar, preservar o rehidratar los especímenes pueden alterar los colores de la avispa. También se ha planteado la hipótesis de que podría existir una relación ambiental entre el color del adulto y los parámetros físicos de su entorno de desarrollo, como la temperatura y la humedad.

## Adaptaciones funcionales

### Protección y estrategias
Chrysis ignita y su familia de avispas crisídidas han desarrollado defensas eficaces para su arriesgado ciclo vital. Si bien la vida de una avispa cuco puede parecer fácil, debe dejar a sus crías para que las críe una especie de avispa huésped. La avispa de cola rubí debe infiltrarse en un nido lleno de avispas madres defensivas, a menudo armadas con poderosos aguijones y mandíbulas. Por lo tanto, han desarrollado una armadura corporal defensiva y funcional para protegerse. Los segmentos abdominales de su exoesqueleto están altamente esclerotizados en la superficie externa y cóncavos en la superficie ventral. Esto le permite retraer sus vulnerables antenas y patas al enroscarse en una esfera defensiva. Esta adaptación evita que la avispa de cola rubí sea picada o mutilada cuando se escabulle alrededor del nido de un posible huésped. La defensa es tan efectiva que incluso cuando la madre queda atrapada en el nido del huésped, simplemente se enrosca y se vuelve impenetrable incluso ante las picaduras y mandíbulas más fuertes. Si las atrapan, lo cual ocurre con bastante frecuencia, simplemente se enroscan. La avispa anfitriona no tiene más remedio que agarrar a la avispa de cola rubí hecha un ovillo con sus mandíbulas y sacarla para expulsarla. La avispa de cola rubí, ilesa, regresa al nido en cuanto puede.

### Ovipositor
La avispa de cola rubí posee un ovipositor, que evolucionó a partir del aparato urticante habitual de la mayoría de los himenópteros. Se ha informado que las avispas de cola rubí parasitan una variedad de huéspedes, y por lo tanto su ovipositor ha evolucionado para ser una herramienta múltiple para infiltrarse en los nidos de diferentes avispas. Por ejemplo, al parasitar el nido de barro de una avispa excavadora, la avispa de cola rubí hembra primero humedecerá una punta del barro seco antes de intentar serrar a través de él con su ovipositor. Después de varias repeticiones, tendrá éxito, y luego puede depositar su huevo cerca o en la celda larvaria o capullo de la avispa huésped. En el caso de parasitar a la avispa papelera o a la abeja albañil, el ovipositor fuerte y dentado de la avispa de cola rubí se usa de manera similar para cortar a través del sustrato del nido para llegar a la cría huésped. Tras la puesta del huevo, la avispa de cola rubí cubrirá el agujero con el material original del nido para minimizar los rastros de su infiltración. Es fundamental que tanto ella como su huevo pasen desapercibidos para asegurar el éxito de sus crías. 

## Huéspedes conocidos
Se cree que los huéspedes de Chrysis ignita son avispas alfareras como Ancistrocerus parietum. Se ha alegado que Chrysis ignita parasita una amplia variedad de avispas y abejas. Sin embargo, la mayoría de estos registros de huéspedes, incluidos todos los de especies de abejas, se consideran dudosos: atribuibles a malentendidos, identificaciones erróneas e inconsistencia taxonómica.

## Métodos de estudio de campo
Al igual que con otras especies, el estudio puede realizarse utilizando una trampa Malaise, la trampa Moericke, más básica, o simplemente cazando al avistamiento. Como alternativa, se pueden criar nidos de avispas hospedadoras con la esperanza de que algunas sean parasitadas por Chrysis ignita.